# Obwód Kukës
Obwód Kukës (alb. qarku i Kukësit) – jeden z dwunastu obwodów w Albanii. W 2011 roku obwód zamieszkiwało 85 292 ludzi, 42 999 mężczyzn oraz z 42 293 kobiety.
W skład obwodu wchodzą okręgi: Has, Kukës i Tropoja. Stolicą obwodu jest Kukës.
W 2011 roku według spisu ludności w obwodzie zamieszkiwało 85 292 mieszkańców. Wśród nich było 84,31% Albańczyków, 0,01% Greków, 0,85% Macedończyków, 0,07% Arumunów, 0,05% Romów. 13,62% ludności nie udzieliło odpowiedzi. Muzułmanie stanowili 83,81%,  katolicy 2,62%, ewangelicy 0,03%, prawosławni 0,03%, ateiści natomiast 0,33%; odpowiedzi nie udzieliło 8,19% ludności.